# Krnica (Marčana)
 Krnica   (olaszul: Carnizza) falu Horvátországban, Isztria megyében. Közigazgatásilag Marčanához tartozik.

## Fekvése
Az Isztria délkeleti részén, Pólától 20 km-re, községközpontjától 9 km-re északkeletre, a krnicai kikötőtől 2 km-re északnyugatra, a Krnicai-öböl feletti fennsíkon fekszik.

## Története
A régészeti leletek tanúsága szerint területén már a történelem előtti időben, majd a római korban is éltek emberek. A település első említése a 13. században történt, ám később a háborúk és járványok következtében a középkori falu elpusztult. A település 1520 táján éledt újra, amikor Ivan Buršić pap vezetésével a török hódítás elől menekülő dalmáciai  horvátokkal népesítették be. Ezután ismét járvány pusztított, majd a század végén a menekültek újabb hulláma érkezett. A falu a mutrovani kastély uradalmához, egyházilag a mutrovani plébániához tartozott. Kikötőjén keresztül tengeri kijárata volt, melyet a szomszédos települések is használtak. 1857-ben 784, 1910-ben 451 lakosa volt. Lakói főként mezőgazdaságból (gabona, gyümölcs és szőlő termesztés) és halászatból éltek. A 20. század elejére kitűnő kikötőjének és aruforgalmának köszönhetően jelentősége megnőtt. Az első világháború után a falu Olaszországhoz került. A második világháború után Jugoszlávia része lett. Jugoszlávia felbomlása után 1991-ben a független Horvátország része lett. 2011-ben a falunak 276 lakosa volt.

## Nevezetességei
- Szent Rókus tiszteletére szentelt plébániatemploma 1631-ben épült, 1774-ben bővítették és barokk stílusban építették át. 1882-ben épített harangtornya 25 méter magas. A templom két oltárképét a vodnjani születésű Venerio Trevisan festette. Főoltárán Szent Péter és Pál apostolok szobrai, táblaképén Mária, Szent Rókus és Szent Foska ábrázolásával.
- A falunak még két kisebb temploma van, az egyik Szent József (szintén Trevisan oltárképével), a másik Szent Valentin tiszteletére szentelve.

## Lakosság
| Lakosság változása | Lakosság változása | Lakosság változása | Lakosság változása | Lakosság változása | Lakosság változása | Lakosság változása | Lakosság változása | Lakosság változása | Lakosság változása | Lakosság változása | Lakosság változása | Lakosság változása | Lakosság változása | Lakosság változása | Lakosság változása |
| ------------------ | ------------------ | ------------------ | ------------------ | ------------------ | ------------------ | ------------------ | ------------------ | ------------------ | ------------------ | ------------------ | ------------------ | ------------------ | ------------------ | ------------------ | ------------------ |
| 1857               | 1869               | 1880               | 1890               | 1900               | 1910               | 1921               | 1931               | 1948               | 1953               | 1961               | 1971               | 1981               | 1991               | 2001               | 2011               |
| 784                | 965                | 422                | 393                | 359                | 451                | 1793               | 1904               | 480                | 446                | 413                | 357                | 308                | 296                | 296                | 276                |